# Verónica Lope Fontagne
Verónica Lope Fontagné (Cauderan, Bordeus, 1 de febrer de 1952) és una advocada i política espanyola, diputada del Parlament Europeu pel Partit Popular.
Llicenciada en dret, no ha exercit com a advocada. Tornà a Espanya i s'instal·là a Saragossa, on fou regidora d'acció social de 1995 a 1999 i tinent d'alcalde de cultura de 1999 a 2003. Fou escollida diputada pel Partit Popular per la província de Saragossa a les eleccions generals espanyoles de 2004. De 2004 a 2008 fou Vocal de les Comissions no permanents de seguiment i avaluació dels acords del Pacte de Toledo i sobre seguretat viària i prevenció d'accidents de trànsit.
Fou escollida diputada a les eleccions al Parlament Europeu de 2009. És membre de la Comissió del Parlament Europeu d'Ocupació i Assumptes Socials, de la Delegació per a les Relacions amb Sud-àfrica i de la Delegació per a les Relacions amb el Parlament Panafricà.